# オタール・マルツヴァラーゼ
オタール・マルツヴァラーゼ（Otar Martsvaladze, 1984年7月14日 - ）は、ジョージアの首都・トビリシ出身の元サッカー選手。元ジョージア代表。現役時代のポジションはFW。

## 経歴
ソビエト連邦時代のグルジア共和国に生まれる。FCディナモ・トビリシのユース出身。2006年、WIT Georgiaのチームメイトだった、カハベル・アラダシュヴィリと共にFCディナモ・キーウへ移籍した。しかしディナモでの出場機会はほとんど無く、2007年FCウージュホロド・ザカルパッチャにレンタルされた。2009年、ロシアのアンジ・マハチカラへ移籍。2010年、ロシア・ファーストディビジョン（実質2部）に所属するFCヴォルガ・ニジニ・ノヴゴロドへレンタル移籍した。同クラブではシーズン終了までに21得点を挙げて1部得点王に輝いた。また、チームは2位となりロシア・プレミアリーグに昇格を果たした。2011年6月29日、FCクラスノダールへ移籍をした。

### 代表
2006年3月1日、マルタ代表との親善試合で代表デビュー。この試合で代表初得点を記録した。

## 人物
- 幼い頃事故に遭い、オタール自身は軽症だったが同乗していた父親は亡くなった[3]。
- 2004年には母親が心疾患で亡くなった[4]。
- 好きなクラブはFCバルセロナ[3]。
- 理想とする選手は元レアル・マドリードのロナウド[3]。

## 所属クラブ
- FC WIT Georgia 2002-2005
- FCディナモ・キーウ 2006-2008

→ FCディナモ-2 キーウ 2006-2008 (loan)
→ FCウージュホロド・ザカルパッチャ 2007 (loan)
- FCアンジ・マハチカラ 2009-2010

→ FCヴォルガ・ニジニ・ノヴゴロド 2010 (loan)
- FCヴォルガ・ニジニ・ノヴゴロド 2011
- FCクラスノダール 2011-2012
- FCSKA-エネルギア・ハバロフスク 2013
- FCアラニア・ウラジカフカス 2013-2014
- FCディナモ・トビリシ 2014
- FCトスノ 2014-2015
- FCディラ・ゴリ 2015-2016
- FCオルダバス 2016-2017
- FCディナモ・バトゥミ 2017-2018
- メタルルギ・ルスタヴィ 2018

## タイトル
クラブ
- FC WIT Georgia
  - ウマグレシ・リーガ：1 (2003-2004)
- FCディナモ・トビリシ
  - ウマグレシ・リーガ：1 (2013-2014)
  - サカルトヴェロス・タシ：1 (2013-2014)

個人
- ロシア・ファーストディビジョン得点王 : 2010（21ゴール）